# Dockpojken (1993)
Dockpojken är en svensk dramafilm från 1993. Den är baserad på en novell av Martin Andersen Nexø och är regissören Hilda Hellwigs långfilmsdebut.

## Handling
Filmen är ett psykologiskt drama där sonen undflyr faderns brutalitet i det isolerade Norrland. Fadern får i många år leva med smärtan av att ha jagat bort sitt enda barn.

## Rollista
- Sven Wollter – fadern
- Lena Granhagen – modern
- Hampus Pettersson – pojken
- Thomas Antoni	– pojken som vuxen
- Cecilia Nilsson – hans hustru
- Joachim Rusz – deras son
- Leif Liljeroth – hovmästaren
- Carl Billquist – tillsyningsmannen
- Peter Harryson – brevbäraren

## Om filmen
Inspelningen ägde rum i Ottsjö i Jämtland. Filmen premiärvisades den 26 februari på biograf Fågel Blå i Stockholm.